# Trap (canção de Shakira)
"Trap" é uma canção da artista colombiana Shakira lançado como o quarto single oficial de seu décimo primeiro álbum de estúdio El Dorado em 26 de janeiro de 2018. A faixa conta com a participação do cantor colombiano Maluma, que já havia trabalhado com Shakira em "Chantaje", o primeiro single de El Dorado e no remix de Shakira, "La bicicleta" de Carlos Vives, também incluídos em El Dorado.

## Videoclipe
Shakira e Maluma filmaram o videoclipe da canção em Barcelona em março de 2017. Foi filmado no mesmo dia de uma sessão de fotos do álbum de Shakira. Foi dirigido por seu antigo colaborador Jaume de Laiguana. Shakira começou a publicar diferentes provocações do vídeo em suas redes sociais em 23 de janeiro de 2018, e Maluma fez o mesmo no dia seguinte. Shakira anunciou o lançamento do vídeo no dia anterior de seu lançamento. Foi finalmente lançado em 26 de janeiro.

## Faixas e formatos
| Download digital |                 |         |  |
| N.º              | Título          | Duração |  |
| 1.               | "Trap" (Maluma) | 3:20    |  |

## Desempenho nas tabelas musicais

### Paradas semanais
| Paradas (2018)                                      | Maior posição |
| --------------------------------------------------- | ------------- |
| Estados Unidos (Billboard Latin Songs)              | 17            |
| Estados Unidos (Billboard Latin Streaming Songs)    | 22            |
| Estados Unidos (Billboard Latin Digital Song Sales) | 14            |
| México (Billboard Airplay)                          | 25            |
| Romênia (Airplay 100)                               | 98            |